# 1789 w literaturze
Wydarzenia literackie w 1789 roku.

## Nowe książki
- polskie
  - Franciszek Salezy Jezierski – Gowórek herbu Rawicz

- zagraniczne
  - William Blake - Pieśni niewinności
  - William Hill Brown - The Power of Sympathy

## Urodzili się
- 15 września – James Fenimore Cooper, amerykański autor powieści przygodowo-awanturniczych (zm. 1851)

## Zmarli
- 23 stycznia – Frances Brooke, brytyjska pisarka, autorka pierwszej powieści kanadyjskiej